# Christian Sandberg
Christian Sandberg, född den 23 oktober 1987 i Järfälla församling, Stockholms län, är en svensk före detta ishockeyspelare.
Sandberg är mest känd som spelare i AIK och beskrivs som en trotjänare för klubben. Han började spela i AIK redan som junior och har spelat i J18, J20 samt i A-laget. Han har spelat i AIK både när de spelade i Hockeyallsvenskan och SHL. Efter fyra säsonger som assisterande lagkapten valdes han säsongen 2015/2016 till lagkapten. 
Inför säsongen lämnade Sandberg, AIK för spel i HV71. Sandberg stannade i HV71 i två säsonger och i den andra säsongen blev han assisterande kapten i HV71. När HV71 åkte ur SHL säsongen 2020/2021 lämnade Sandberg klubben. Sandberg blev klar för en återkomst i AIK inför säsongen 2021/2022. 
Den 30 juli meddelade AIK att Sandberg inte får någon förlängning i AIK. Sandberg stod för över 700 matcher i AIK-tröjan.

## Släkt
Sandbergs yngre bror Filip Sandberg är också en känd ishockeyspelare i Sverige. Sandberg fick säsongen 2019/2020 spela i samma lag som Filip Sandberg eftersom båda spelade i HV71.
1. ↑  https://www.hockeynews.se/articles/32694/